# Японска летяща лисица
Японската летяща лисица (Pteropus loochoensis) е вид бозайник от семейство Плодоядни прилепи (Pteropodidae). Разпространението и произходът му са неясни, тъй като са открити само три екземпляра през XIX век в Окинава. Поради липсата на информация нищо не е известно за местообитанието и заплахите, засягащи този вид, който преди това е бил класифициран като изчезнал от Международния съюз за защита на природата. 